# Alan Irvine
James Alan Irvine (né le 12 juillet 1958 à Glasgow) est un footballeur écossais devenu entraîneur. Il jouait au poste d'ailier.

## Carrière

### Joueur
- 1977-1981 : Queen's Park FC  Écosse
- 1981-1984 : Everton  Angleterre
- 1984-1987 : Crystal Palace  Angleterre
- 1987-1989 : Dundee United  Écosse
- 1989-1992 : Blackburn Rovers  Angleterre

### Entraîneur
- nov. 2007-déc. 2009 : Preston North End  Angleterre
- jan. 2010-fév. 2011 : Sheffield Wednesday  Angleterre
- 2014-déc. 2014 : West Bromwich Albion  Angleterre

## Palmarès
- Champion d'Écosse de D3 en 1981 avec le Queen's Park FC
- Vainqueur de la Coupe d'Angleterre (FA Cup) en 1984 avec Everton
- Finaliste de la League Cup en 1984 avec Everton
- Finaliste de la Coupe d'Écosse en 1988 avec Dundee